# Q.931
La raccomandazione ITU-T Q.931 è un protocollo sviluppato per le comunicazioni su rete ISDN.
Esso permette la predisposizione della chiamata tra i terminali ISDN interessati alla comunicazione sia in fonia, sia in trasmissione/ricezione dati. Questo protocollo appartiene al layer 3 del modello di riferimento OSI.
Il suo compito primario è quello di fornire all'interfaccia del collegamento tra il client (utente della rete) ed il server di rete ISDN le procedure per attivare, mantenere e disattivare le connessioni di rete a commutazione di circuito o a commutazione di pacchetto della comunicazioni fonia-dati in progresso.